# Nomenclature planétaire

Exemple de nomenclature pour la lune avec la désignation des principaux cratères et mers visibles depuis la Terre.

La nomenclature planétaire, comme la nomenclature terrestre, est un système de désignation des formations topographiques de la surface d'une planète ou d'un satellite naturel, afin que ces formations puissent être aisément situées, décrites et commentées. L'assignation des noms officiels aux formations est effectuée par l'Union astronomique internationale depuis sa fondation en 1919.

## Principes

### Conventions de nommage
Les noms adoptés par l'Union astronomique internationale suivent plusieurs règles et conventions établies et amendées au cours du temps. Ils incluent un terme descriptif, à l'exception des cratères (où ce terme est implicite) et certaines formations d'Io et Triton qui sont éphémères. En général, les conventions de nommages d'une caractéristique restent les mêmes quelle que soit sa taille, sauf pour les vallées et cratères de Mars et Vénus.
Sur les objets trop petits pour y déterminer des coordonnées, les formations topographiques sont identifiées sur les dessins inclus dans les transactions de l'Union astronomique internationale de l'année où les noms sont adoptés. Les noms des caractéristiques atmosphériques restent en 2013 informels, bien qu'un système formalisé devrait être mis en place dans le futur.
Les frontières de certaines grandes formations (comme les terrae, regiones, planitiae et plana) ne sont pas distinctes, topographiquement ou géomorphologiquement ; leurs coordonnées sont identifiées à partir d'un point central arbitrairement choisi.

### Approbation
Quand des images de la surface d'un objet céleste sont obtenues pour la première fois, un thème est choisi et certaines formations importantes sont nommées, généralement par les membres d'une commission appropriée de l'Union astronomique internationale. Lorsque des images de meilleure résolution sont disponibles, les formations additionnelles sont nommées à la demande. N'importe qui peut suggérer qu'un nom spécifique soit pris en compte. Si les membres de la commission s'accordent pour dire que le nom est approprié, il peut être retenu lorsqu'un membre d'une communauté scientifique demande à ce qu'une formation spécifique soit nommée. Les noms examinés par les comités sont soumis au groupe de travail pour la nomenclature des systèmes planétaires de l'Union (WGPSN). Après validation par les membres de celui-ci, ils sont considérés comme acceptés provisoirement. Les noms provisoires sont présentés à l'assemblée générale de l'Union astronomique internationale ; un nom devient officiel lorsque l'assemblée donne son accord.

## Termes descriptifs
La liste suivante recense les termes descriptifs utilisés en nomenclature planétaire.
- Arcus, arcūs : formation topographique courbe
- Astrus, astra : formations rayonnantes sur Vénus
- Catena, catenae : chaîne de cratères
- Cavus, cavi : dépressions irrégulières à bords escarpés, souvent en rangées ou en amas
- Centre éruptif : volcan actif sur Io. Ce terme est implicite.
- Chaos : zone de terrain chaotique constituée de blocs irréguliers
- Chasma, chasmata : dépression profonde, allongée et à flancs raides
- Colles : groupe de petites collines ou de légères surélévations
- Corona, coronae : formation ovale. Utilisé uniquement pour Vénus et Miranda
- Cratère : dépression circulaire a priori créée par un impact cosmique. Ce terme est implicite.
- Dorsum, dorsa : ride ou crête pouvant être sinueuse, par exemple Dorsum Buckland
- Facula, faculae : tache brillante.
- Farrum, farra : formation volcanique en forme de crêpe ou de galette sur Vénus, ou une rangée de telles structures.
- Flexus, flexūs : ride très basse incurvée, avec un aspect festonné
- Fluctus, fluctūs : terrain couvert par une coulée de lave ou de cryolave.
- Flumen, flumina : canal sur Titan qui pourrait résulter de l'écoulement d'un liquide. La seule structure de cette nature actuellement connue est Elivagar Flumina.
- Formation d'albédo : région présentant un contraste d'albédo marqué par rapport aux régions voisines. Ce terme est implicite.
- Formation satellite : formation partageant le nom d'une formation associée, par exemple Hertzsprung D.
- Fossa, fossae : dépression longue, étroite et peu profonde.
- Grande formation en anneau : grande formation en anneau dont la nature géologique n'a pu être déterminée avec certitude. Utilisé sur Titan.
- Insula, insulae : terre isolée (ou un groupe de telles terres) totalement, ou presque totalement, entourée par une étendue liquide (mer ou lac). Utilisé sur Titan pour Mayda Insula.
- Labes, labēs : glissement de terrain
- Labyrinthus, labyrinthi : réseau complexe de vallées ou de rides qui s'entrecroisent.
- Lacus : « lac » ou petite plaine. Utilisé sur la Lune, Mars et Titan.
- Lenticula, lenticulae : petites taches sombres sur Europe
- Linea, lineae : marque allongée sombre ou claire, pouvant être courbe ou droite
- Macula, maculae : tache sombre pouvant être irrégulière. Utilisé notamment sur Europe, Titan et Triton.
- Mare lunaire, maria : « mer » ou large plaine circulaire, par exemple Mare Erythraeum. Utilisé sur la Lune, Mars et Titan.
- Mensa, mensae : proéminence plate avec des bords constitués de falaises, c'est-à-dire une mesa.
- Mons, montes : montagne ou groupe de montagnes.
- Oceanus : très grande zone sombre. Utilisé uniquement sur la Lune, par exemple Oceanus Procellarum.
- Palus, paludes : petite plaine. Utilisé sur la Lune et sur Mars.
- Patera, paterae : cratère irrégulier ou complexe, avec des bords festonnés, correspondant généralement à la caldeira d'un volcan, voire d'un cryovolcan, mais pouvant également résulter de phénomènes géologiques endogènes et exogènes variés.
- Planitia, planitiae : plaine basse correspondant généralement à un bassin d'impact.
- Planum, plana : plateau ou plaine élevée, le plus souvent d'origine volcanique ou cryovolcanique.
- Plume : formation cryovolcanique sur Triton. Ce terme est actuellement inutilisé.
- Promontorium, promontoria : promontoire. Utilisé seulement sur la Lune.
- Regio, regiones : grande région présentant des différences de réflectivité ou de couleur par rapport aux régions adjacentes, ou simplement une unité géographique homogène ou remarquable
- Reticulum, reticula : formation réticulaire sur Vénus
- Rima, rimae : fissure. Utilisé uniquement sur la Lune.
- Rupes, rupēs : escarpement linéaire
- Saxum, saxa : rocher
- Scopulus, scopuli : Escarpement lobé ou irrégulier
- Sinus : petite plaine, par exemple Sinus Meridiani.
- Site d'atterrissage : formation sur, ou proche d'un site d'atterrissage du programme Apollo.
- Sulcus, sulci : sillons ou rides plus ou moins parallèles.
- Terra, terrae : Unité topographique identifiée à un « continent » sur Vénus ou géologiquement ancienne (terrains noachiens) sur Mars. S'utilise également sur des satellites, par exemple sur Japet.
- Tessera, tesserae : terrains peut-être les plus anciens de Vénus, d'altitude modérée et au relief caractéristique de fractures et de plis entrecroisés dessinant des motifs carrelés ou « en tuiles ».
- Tholus, tholi : petite montagne ou colline en forme de dôme, correspondant généralement au cône d'un stratovolcan.
- Undae : champ de dunes.
- Vallis, valles : vallée, par exemple Valles Marineris.
- Vastitas, vastitates : étendue dénuée de tout relief significatif s'étendant sur une surface supérieure à celle d'un éventuel bassin d'impact. La seule formation connue de ce type dans le système solaire est Vastitas Borealis sur Mars.
- Virga, virgae : strie ou bande de couleur.

## Objets célestes

### Mercure
- Cratères : artistes, musiciens, peintres, auteurs décédés
- Dorsa : astronomes ayant étudié la planète
- Fossae : exemples significatifs d'architecture
- Montes : mots pour « chaud » dans diverses langues ; une seule montagne est actuellement nommée, Caloris Montes, du terme latin pour « chaleur »
- Planitiae : noms de Mercure (la planète ou le dieu) dans diverses langues
- Rupēs : navires de découvertes ou d'expéditions scientifiques
- Valles : radio-télescopes

### Vénus
Toutes les formations topographiques de Vénus sont nommées d'après des femmes, à l'exception d'Alpha Regio, Beta Regio et Maxwell Montes (d'après James Clerk Maxwell), nommées avant l'adoption de cette convention.
- Astra : déesses
- Chasmata : déesses de la chasse ou de la Lune
- Colles : déesses de la mer
- Coronae : déesses de la fertilité et de la Terre
- Cratères : femmes célèbres (plus de 20 km) ; prénoms féminins courants (moins de 20 km)
- Dorsa : déesses du ciel
- Farra : déesses de l'eau
- Fluctūs : déesses
- Fossae : déesses de la guerre
- Labyrinthi : déesses
- Lineae : déesses de la guerre
- Montes : déesses
- Paterae : femmes célèbres
- Planitiae : héroïnes mythologiques
- Plana : déesses de la prospérité
- Regiones : géantes et titans
- Rupēs : déesses du foyer et de la maison
- Terrae : déesses de l'amour
- Tesserae : déesses du destin
- Tholi : déesses
- Undae : déesses du désert
- Valles : noms pour Vénus dans diverses langues (400 km et plus) ; déesses de rivières (moins de 400 km)

### Lune
- Cratères : généralement, scientifiques, artistes et explorateurs décédés ayant réalisé des contributions fondamentales ou exceptionnelles dans leur domaine. De plus, les cratères autour et dans Mare Moscoviense portent le nom de cosmonautes soviétiques morts, ceux autour et dans Apollo, ceux d'astronautes américains morts.
- Lacūs, maria, paludes, sinūs : termes latin décrivant le climat et autres concepts abstraits.
- Montes : chaînes de montagnes terrestres ou cratères proches.
- Rupēs : chaînes de montagnes proches.
- Valles : formations topographiques proches.
- Autres : cratères proches.

### Mars et satellites

#### Mars
- Grands cratères : scientifiques morts ayant contribué à l'étude de Mars ; écrivains ayant écrit sur Mars ;
- Petits cratères : localités du monde possédant moins de 100 000 habitants ;
- Grandes vallées : noms de Mars ou « étoile » en diverses langues ;
- Petites vallées : noms modernes et classiques de cours d'eau ;
- Autres : formation d'albédo la plus proche sur les cartes de Giovanni Schiaparelli ou Eugène Antoniadi.

Lorsque des sondes se sont posées sur Mars, les rochers, dunes et creux ont souvent reçu des noms informels. Beaucoup sont légers : des formations ont été nommées d'après des crèmes glacées (comme Cookies and Cream) ; des personnages de dessins animés (comme Bob l'éponge et Patrick) ou des groupes de musique des années 1970 (comme ABBA et les Bee Gees).

#### Déimos
Auteurs ayant écrit sur les satellites de Mars. Il n'existe en 2013 que deux formations nommées sur Déimos : les cratères Swift et Voltaire.

#### Phobos
Scientifiques impliqués dans la découverte, la dynamique ou les propriétés des satellites de Mars, ou personnages et lieux des Voyages de Gulliver de Jonathan Swift.

### Satellites deJupiter

#### Amalthée
Personnages et lieux associés au mythe d'Amalthée.

#### Thébé
Personnages et lieux associés au mythe de Thébé.

#### Io
- Catenae : dieux solaires
- Centres éruptifs : dieux ou héros du feu, du soleil ou du tonnerre
- Fluctūs : dérivés de formations proches, dieux, déesses ou héros du feu, du soleil ou du tonnerre, forgerons mythiques
- Mensae, montes, plana, regiones et tholi : lieux associés au mythe d'Io, dérivés de formations proches, lieux de l'enfer de Dante
- Paterae : dieux, déesses ou héros du feu, du soleil ou du tonnerre, forgerons mythiques
- Valles : dérivés de formations proches

#### Europe
- Chaos : lieux associés aux mythes celtes
- Cratères : dieux et héros celtes
- Flexūs : lieux associés au mythe d'Europe fille d'Agénor
- Grandes formations en anneau : cromlechs celtes
- Lenticulae : dieux et héros celtes
- Lineae : personnages associés au mythe d'Europe
- Maculae : lieux associés au mythe d'Europe
- Regiones : lieux associés aux mythes celtes

#### Ganymède
- Catenae, cratères : dieux et héros de l'ancien Croissant fertile
- Faculae : lieux associés aux mythes égyptiens
- Fossae : dieux du Croissant fertile
- Paterae : oueds du Croissant fertile
- Regiones : astronomes ayant découvert des satellites de Jupiter
- Sulci : lieux associés aux mythes anciens

#### Callisto
- Catenae : lieux mythologiques aux latitudes élevées
- Cratères : héros et héroïnes des mythes nordiques
- Grandes formations en anneau : maisons de dieux et héros

### Satellites deSaturne

#### Janus
Personnages du mythe des Dioscures

#### Épiméthée
Personnages du mythe des Dioscures

#### Mimas
Personnages et lieux de Le Morte d'Arthur de Thomas Malory (traduction de Baines)

#### Encelade
Personnages et lieux de l'adaptation des Mille et Une Nuits par Richard Francis Burton

#### Téthys
Personnages et lieux de l'Odyssée d'Homère

#### Dioné
Personnages et lieux de l'Énéide de Virgile

#### Rhéa
Personnages et lieux de mythes de la création

#### Titan
- Principales formations d'albédo clair : lieux sacrés ou enchantés
- Principales formations d'albédo sombre : mers primordiales mythiques ou eaux enchantées
- Cratères (et lacs si présents) : lacs terrestres
- Canaux fluviaux : cours d'eau terrestres
- Autres : divinités du bonheur, de la paix et de l'harmonie

#### Hypérion
Divinités de la Lune et du Soleil.

#### Japet
Personnages et lieux de La Chanson de Roland (traduction de Sayers)

#### Phœbé
- Cratères : personnages associés à Phébé ou personnages des Argonautiques d'Apollonios de Rhodes ou Caius Valerius Flaccus.
- Autres : lieux des Argonautiques

### Satellites d'Uranus

#### Puck
Esprits malicieux

#### Miranda
Personnages et lieux des pièces de William Shakespeare

#### Ariel
Esprits de la lumière

#### Umbriel
Esprits de l'obscurité

#### Titania
Personnages féminins et lieux des pièces de Shakespeare

#### Obéron
Héros tragiques et lieux des pièces de Shakespeare

#### Petits satellites
En 2013, il n'existe aucune formation nommée sur les petits satellites d'Uranus. Si le cas se présente, elles seront nommées d'après des héroïnes des pièces de Shakespeare et Alexander Pope.

### Satellites deNeptune

#### Protée
Esprits liés à l'eau, dieux ou déesses ni grecs ni romains. La seule formation nommée sur Protée est le cratère Pharos.

#### Triton
Noms aquatiques qui ne sont pas d'origine romaine ou grecque.

#### Néréide
Néréides. En 2013, aucune formation n'est ainsi nommée sur Néréide.

#### Petits satellites
En 2013, il n'existe aucune formation nommée sur les petits satellites de Neptune. Si le cas se présente, elles seront nommées d'après des dieux et déesses associés au mythe de Neptune/Poséidon ou d'après des créatures aquatiques mythologiques.

### Système plutonien
À l'heure actuelle (19 juin 2016), aucune formation de la surface de Pluton, de Charon ou des satellites de la paire n'est encore officiellement nommée. Cependant, plusieurs ont déjà reçu des noms informels à la suite de la traversée du système par New Horizons en juillet 2015. Afin d'attribuer des noms officiels à ces formations, des thèmes ont déjà été annoncés,.

#### (134340) Pluton
Les caractéristiques de Pluton seront nommées d'après les cinq thèmes suivants :
- noms donnés à l'Outre-Monde dans les mythologies du monde ;
- dieux, déesses et nains associés à l'Outre-Monde ;
- héros et autres explorateurs de l'Outre-Monde ;
- écrivains associés à Pluton et à la ceinture de Kuiper ;
- scientifiques et ingénieurs associés à Pluton et à la ceinture de Kuiper.

#### Charon(Pluton I)
Les caractéristiques de Charon seront nommées d'après les trois thèmes suivants :
- destinations et grandes étapes (milestones) de l'exploration spatiale de fiction et d'autres explorations de fiction ;
- vaisseaux de fiction et de la mythologie dédiés à l'exploration spatiale et à d'autres explorations ;
- voyageurs et explorateurs de fiction et de la mythologie.

#### Styx(Pluton V)
Les caractéristiques de Styx seront nommées d'après des divinités des fleuves et rivières.

#### Nix(Pluton II)
Les caractéristiques de Nix seront nommées d'après des divinités de la nuit.

#### Kerbéros(Pluton IV)
Les caractéristiques de Kerbéros seront nommées d'après des chiens de la littérature, de la mythologie et de l'histoire.

#### Hydre(Pluton III)
Les caractéristiques d'Hydre seront nommées d'après des serpents et dragons légendaires.

### Astéroïdes

#### (1) Cérès
| Types de caractéristique | Thème                                                                          |
| ------------------------ | ------------------------------------------------------------------------------ |
| Cratères                 | Dieux et déesses de l'agriculture et de la végétation des mythologies du monde |
| Autres                   | Festivals agricoles du monde                                                   |

#### (4) Vesta
| Types de caractéristique | Thème |
| ------------------------ | --- |
| Cratères                 | Noms historiquement associés à la déesse romaine Vesta (vierges vestales, personnes associées aux vierges vestales) et femmes romaines célèbres. |
| Regiones                 | Découvreur de Vesta et scientifiques qui ont contribué à l'exploration et à l'étude de Vesta                                                     |
| Autres                   | Lieux et festivals associés aux vierges vestales                                                                                                 |

#### (21) Lutèce
| Types de caractéristique | Thème |
| ------------------------ | --- |
| Cratères                 | Villes de l'Empire romain et de parties adjacentes d'Europe à l'époque de Lutèce (52 av. J.-C. - 360 ap. J.-C.) |
| Regiones                 | Découvreur de Lutèce et provinces de l'Empire romain à l'époque de Lutèce                                       |
| Autres                   | Rivières de l'Empire romain et de parties adjacentes d'Europe à l'époque de Lutèce                              |

#### (243) Ida
| Types de caractéristique | Thème                                            |
| ------------------------ | ------------------------------------------------ |
| Cratères                 | Cavernes et grottes du monde                     |
| Dorsa                    | Participants au projet Galileo                   |
| Regiones                 | Découvreur d'Ida et lieux associés au découvreur |

#### (243) Ida I Dactyle
| Types de caractéristique | Thème          |
| ------------------------ | -------------- |
| Cratères                 | Dactyles d'Ida |

#### (253) Mathilde
- Cratères : bassins charbonneux

#### (433) Éros
- Cratères : noms mythologiques et légendaires de nature érotique
- Regiones : découvreurs d'Éros
- Dorsa : scientifiques ayant contribué à l'exploration et l'étude d'Éros

#### (951) Gaspra
- Cratères : stations thermales
- Regiones : découvreur de Gaspra et participants au projet Galileo

#### (25143) Itokawa
| Types de caractéristique | Thème                                                             |
| ------------------------ | ----------------------------------------------------------------- |
| Tous types               | Lieux et éléments associés à l'astronautique et à la planétologie |

### Comètes

#### 67P/Tchourioumov-Guérassimenko
| Types de caractéristique | Thème |
| ------------------------ | --- |
| Régions                  | Divinités de la mythologie égyptienne. Les régions de la tête (petit lobe) ont reçu des noms de divinités de sexe féminin ; celles du cou et du corps (grand lobe) ont reçu des noms de divinités de sexe masculin. |
| Rochers                  | Pyramides |